# Gamma1 Fornacis
Gamma1 Fornacis (γ1 Foracis, förkortat Gamma1 For, γ1 For) som är stjärnans Bayerbeteckning, är en multipelstjärna belägen i den norra delen av stjärnbilden Ugnen. Den har en skenbar magnitud på 6,15 och är svagt synlig för blotta ögat där ljusföroreningar ej förekommer. Baserat på parallaxmätning inom Hipparcosuppdraget på ca 7,5 mas, beräknas den befinna sig på ett avstånd på ca 440 ljusår (ca 134 parsek) från solen.

## Egenskaper
Gamma1 Fornacis är en gul till vit jättestjärna av spektralklass G9 III.. Den har en massa som är ca 10 procent större än solens massa, en radie som är ca 10 gånger större än solens och utsänder från dess fotosfär ca 80 gånger mera energi än solen vid en effektiv temperatur av ca 4 700 K. 
Gamma1 Fornacis har tre följeslagare som är listade i Washington Double Star Catalog. Dessa är svaga stjärnor av magnitud 11 - 13 som ligger separerade med 11 – 56 bågminuter från huvudstjärnan.